# Летище Барселона - Ел Прат
„Жозеп Тараделяс“ (на испански: Aeropuerto Josep Tarradellas) или Барселона – Ел Прат (Barcelona – El Prat) е международно летище, обслужващо Барселона, столицата на автономна област Каталония, Испания.
Разположено е на 12 километра югозападно от Барселона в град Ел Прат де Льобрегат (El Prat de Llobregat). Носи името на бившия каталонски президент Жозеп Тараделяс, считано от 27 февруари 2019 г.
Летището е на 2-р място по натовареност в страната и на 7-о в Европа. През 2018 година са обслужени рекорден брой – 50,2 милиона пътници, което е с 6 % повече от 2017 г. Аеропортът се явява хъб за авиокомпаниите Level и Vueling и е фокусно за Air Europa, Iberia, easyJet, Norwegian и Ryanair.

## История
Летище Ел Прат започва функционирането си през 1918 година с кацането на първия полет от Тулуза до Казабланка. Първият комерсиален полет е на испанската авиокомпания Iberia, която свързва Мадрид с Барселона, през 1927 година. Двадесет години по-късно писта 07-25 е построена и е открит презокеански полет до Ню Йорк на Pan American World Airways. В началото на 50-те години втора перпендикулярна на сегашната писта е построена (16-34), както и нов терминал, който да поеме нарастващия пътникопоток, който през 1963 година надхвърля 1 милион. Две години по-късно контролна кула бива построена. Сегашният терминал 2B запо§ва да функционира през далечната 1968 година.
През 1970-те години Pan American World Airways започва да оперира въздушна връзка между Барселона, Лисабон и Ню Йорк чрез Боинг 747. Три месеца по-късно, авиокомпания Iberia започва директен полет между Летище Мадрид - Барахас и Барселона – Ел Прат. През 1976 г. специален терминал е построен за Iberia, както и отделен терминал за карго и поща. В края на 70-те години, летището обслужда над 5 млн. пътници.
До края на 20 век, летището продължава да се развива и модернизира, както и уголемява. Пътнически ръкави са инсталирани. В началото на 1990-те, нова контролна кула е построена. Заради кризата в авиационния сектор в края на 20-и и началото на 21 век много чартърни полети от летищата в Херона и Реус са пренасочени към летище Ел Прат, за да „помогнат“ на летището до превъзмогне кризата.
Това е първото летище в страната, което започва да обслужва дневните полети с Еърбъс А380 на авиокомпания Емирейтс, свързващи Дубай и Барселона.
Летището обслужва главно национален и европейски пътникопоток. Основен принос имат нискотарифните авиокомпании, които оперират от и до него – easyJet, Ryanair, Vueling и Wizz air.
Аеропортът има 3 писти: 2 успоредни (07L/25R; 07R/25L) и 3-та, която ги пресича – 02/20. Има 2 терминала – 1 и 2, съставен от предишните терминали A, B и C.
Терминал 1 има обща площ от 548 000 м², над 13 000 паркоместа, 60 изхода, което го прави 5-и терминал в света. Терминалът е приспособен да обслужва и широкофюзелажни самолети като Еърбъс А380 и Боинг 747. Терминалът е разделен на 5 модула: модул A е предназначен единствено за полети за Мадрид, модул B – за шенгенски полети, модул C – за полети на Air Nostrum, модул D – за нешенгенски европейски полети, модул E – за нешенгенски неевропейски полети.
Терминал 2 е разделен на 3 сектора, както са били формирани предишните 3 (A,B,C) терминала. Използва се за обслужването на нискотарифните авиокомпании.

## Дестинации
| Авиолиния                       | Дестинации |
| ------------------------------- | --- |
| Aegean Airlines                 | Атина |
| Aer Lingus                      | Дъблин Сезонно: Корк |
| Aeromexico                      | Мексико Сити |
| Aeroflot                        | Москва Шереметиево |
| Air Algérie                     | Алжир, Оран |
| Air Arabia Maroc                | Казабланка, Надор, Танжер, Фес |
| airBaltic                       | Рига |
| Air Canada Rouge                | Сезонно: Монреал Трюдо, Торонто |
| Air China                       | Пекин, Шанхай |
| Air France                      | Париж Шарл дьо Гол |
| Air Europa                      | Мадрид, Палма де Майорка Сезонни чартърни полети: Тел Авив |
| Air Moldova                     | Кишинев |
| Air Serbia                      | Белград |
| Air Transat                     | Монреал Трюдо Сезонно: Торонто |
| Alitalia                        | Рим Фиумичино |
| American Airlines               | Маями, Ню Йорк Сезонно: Филаделфия, Чикаго О'Хеър, Шарлот |
| Arkia                           | Тел Авив |
| Armenia Aircompany              | Ереван |
| Asiana Airlines                 | Сеул Инчон |
| Avianca                         | Богота |
| Azerbaijan Airlines             | Сезонно: Баку |
| Belavia                         | Минск |
| Blue Air                        | Букурещ Отопени, Яш |
| British Airways                 | Лондон Хийтроу |
| Brussels Airlines               | Брюксел |
| Bulgaria Air                    | Сезонно: София |
| Cathay Pacific                  | Хонг Конг |
| Condor                          | Сезонно: Дюселдорф |
| Cathay Pacific                  | Загреб |
| Czech Airlines                  | Прага |
| Delta Airlines                  | Ню Йорк Сезонно: Атланта |
| easyJet                         | Базел/Мюлхауз, Берлин Шьонефелд, Бордо, Бристол, Женева, Ливърпуъл, Лион, Лондон Гетуик, Лондон Лутън, Лондон Саутхенд, Манчестър, Милано Малпенса, Наполи, Ница, Нюкасъл, Париж „Шарл дьо Гол“ Сезонно: Белфаст |
| EgyptAir                        | Кайро |
| El Al                           | Тел Авив |
| Emirates                        | Дубай, Мексико Сити |
| Etihad Airways                  | Абу Даби |
| Eurowings                       | Виена, Дюселдорф, Кьолн/Бон, Хамбург, Щутгарг |
| Finnair                         | Хелзинки |
| Georgian Airways                | Тбилиси |
| Iberia                          | Мадрид |
| Iberia Regional                 | Бадахос, Бургос, Валенсия, Леон |
| Jet2.com                        | Глазгоу, Лийдс/Брадфорд, Манчестър |
| Амстердам                       | |
| Korean Air                      | Сеул Инчон |
| LATAM Brasil                    | Сао Пауло Гуарулюс |
| LATAM Perú                      | Лима |
| Lauda                           | Виена |
| LEVEL                           | Амстердам, Бостън, Буенос Айрес-Езейза, Виена, Ню Йорк, Сантяго, Сан Франсиско |
| LOT                             | Варшава |
| Lufthansa                       | Мюнхен, Франкфурт |
| Luxair                          | Люксембург |
| Mahan Air                       | Техеран |
| Norwegian Air Shuttle           | Гьотеборг, Копенхаген, Лондон Гетуик, Лос Анджелис, Нюарк, Осло, Рейкявик, Сан Франсиско, Стокхолм, Тел Авив, Хелзинки |
| Pakistan International Airlines | Исламабад, Сиалкот |
| Pegasus Airlines                | Истанбул Сабиха Гьокчен |
| Qatar Airways                   | Доха |
| Rossiya                         | Санкт Петербург |
| Air Arabia Maroc                | Казабланка |
| Ryanair                         | Атина, Берлин Шьонефелд, Бирмингам, Болоня, Брюксел Завентем, Брюксел Шарлероа, Будапеща, Варшава Модлин, Венеция, Вилнюс, Гран Канария, Гьотеборг, Дъблин, Единбург, Ибиса, Киев Бориспол, Краков, Кьолн/Бон, Ливърпул, Лондон Лутън, Лондон Станстед, Люксембург, Малага, Малта, Манчестър, Маракеш, Милано Бергамо, Надор, Наполи, Палма де Майорка, Париж Бове, Подгорица, Порто, Прага, Рига, Рим Фиумичино, Сантандер, Сантяго де Компостеля, Севиля, София, Стокхолм Скавста, Тенерифе, Торино, Фез, Франкфурт, Фуертвентура, Хамбург |
| S7 AIRLINES                     | Москва Домодедово, Санкт Петербург |
| Scandinavian Airlines           | Сезонно: Берген, Копенхаген, Осло, Ставангер, Стокхолм „Арланда“ |
| Singapore Airlines              | Сингапур |
| Swiss International Air Lines   | Женева, Цюрих |
| TAP Portugal                    | Лисабон |
| TAROM                           | Букурещ „Отопени“ |
| Transavia                       | Айндховен, Амстердам, Ротердам/Хага |
| Transavia France                | Париж Орли |
| Turkish Airlines                | Истанбул, Истанбул „Сабиха Гьокчен“ |
| United Airlines                 | Нюарк Сезонно:Вашингтон – Дълес |
| Vueling                         | Алжир, Аликанте, Алмерия, Амстердам, Астурияс, Атина, Базел, Банжул, Бари, Бейрут, Берлин Тегел, Билбао, Бирмингам, Болоня, Бордо, Брюксел Завентем, Будапеща, Валенсия, Венеция, Виена, Виго, Гранада, Гран Канария, Гьотеборг, Дакар, Дубровник, Дъблин, Дюселдорф, Единбург, Женева, Ибиса, Каляри, Катания, Копенхаген, Ла Коруня, Ла Палма, Ланцароте, Лисабон, Лион, Лондон Гетуик, Мадрид, Малага, Малта, Манчестър, Маракеш, Марсилия, Менорка, Милано Малпенса, Мюнхен, Нант, Наполи, Ница, Нюрнберг, Олбия, Олборг, Оран, Осло, Палермо, Палма де Майорка, Париж Орли, Париж Шарл дьо Гол, Пиза, Порто, Прага, Рен, Рим Фиумичино, Сан Себастиян, Санкт Петербург, Сантандер, Сантяго де Компостеля, Севиля, Стокхолм Арланда, Танжер, Тел Авив, Тенерифе, Торино, Тулуза, Флоренция, Фуертевентура, Хамбург, Хановер, Хелзинки, Херес, Цюрих, Щутгарт Сезонно: Алджеро, Бастия, Белград, Брест, Бриндизи, Букурещ, Генуа, Загреб, Задар, Ираклион, Казабланка, Киев Жуляни, Корфу, Краков, Лил, Миконос, Милано Бергамо, Минск, Москва Домодедово, Надор, Рейкявик, Санторини, Сплит, Тунис, Фаро, Фез |
| Wizz air                        | Будапеща, Букурещ, Варшава, Вилнюс, Дебрецен, Катовице, Кишинев, Клуж-Напока, Крайова, Кутаиси, Скопие, София, Тимишоара Сезонни: Гданск, Рига |